# Велисто
Велисто (рус. Велисто, Велесто) глацијално је језеро на крајњем северу Духовшчинског рејона и Смоленске области, у европском делу Руске Федерације.
Његове североисточне и југозападне обале обрасле су густим мешовитим шумама. Речицом Велистицом повезано је са басеном реке Меже (притоком Западне Двине). Његове обале су доста разуђене. Површина језерске акваторије је 3 км², запремина 0,00847 км³, а максимална дубина 6,5 метара. 
Налази се на територији националног парка Смоленско појезерје и има статус споменика природе. На његовим обалама лежи село Велисто са око 130 становника. У близини села се налазе остаци древног руског града из XI—XIII века, површине око 0,2 хектара.